# María Clara Alonso
María Clara Pancha Alonso  (* 2. února 1990), známá jako Clara Alonso, je argentinská herečka, zpěvačka a televizní moderátorka. Jako herečka debutovala v roce 2007 v argentinském remaku High School Musical. Od roku 2007 působila v různých programech Disney Channel v Latinské Americe. Alonso je nejznámější svou rolí Angie v seriálu Violetta.